# Cross City
La ville de Cross City est le siège du comté de Dixie, dans l’État de Floride, aux États-Unis.
La ville doit son nom à sa situation au croisement (cross en anglais) de deux routes publiques.

## Démographie
| 1930  | 1940  | 1950  | 1960  | 1970  | 1980  |
| ----- | ----- | ----- | ----- | ----- | ----- |
| 1 071 | 1 869 | 1 522 | 1 857 | 2 268 | 2 154 |

| 1990  | 2000  | 2010  | - | - | - |
| ----- | ----- | ----- | - | - | - |
| 2 041 | 1 775 | 1 728 | - | - | - |

Selon le recensement de 2010, Cross City compte 1 728 habitants. La municipalité s'étend sur 1,88 milles carrés (4,87 km2).